# Farní sbor Českobratrské církve evangelické v Libkovicích pod Řípem
Farní sbor Českobratrské církve evangelické v Libkovicích pod Řípem je sborem Českobratrské církve evangelické v Libkovicích pod Řípem. Sbor spadá pod Ústecký seniorát.
Sbor administruje farář Radovan Rosický, kurátorkou je Marcela Křížková.

## Faráři sboru
- Jaromír Kryštůfek (1916–1918)
- Pavel Pellar (1959–1969)
- Jan Široký (1969–1973)
- jáhen Hynek Schuster (1995–1996)
- Darina Hybská Majdúchová (2020–2021)